# Luton

Luton enhetskommun i Bedfordshire

Luton är en stad i grevskapet Bedfordshire, i England i Storbritannien. Den är huvudort i kommunen Borough of Luton.
Centralortens folkmängd uppgick till 211 228 invånare vid folkräkningen 2011. Luton är sammanväxt med Dunstable och Houghton Regis i väster, och denna tätort hade 258 018 invånare 2011, på en yta av 50,71 km². Lutons enhetskommun hade 203 201 invånare 2011, på en yta av 43,35 km².
Luton ligger omkring 50 kilometer norr om London. Motorvägen M1 går förbi Luton. Staden grundades troligen under 500-talet, men det har funnits mänskliga bosättningar i området sedan äldre stenåldern. I Luton blev Sveriges damlandslag i fotboll den 27 maj 1984 europamästarinnor.
Staden nämndes i Domedagsboken (Domesday Book) år 1086, och kallades då Lintone/Loitone.